# SummerSlam (2024)
SummerSlam 2024, también promocionado como SummerSlam: Cleveland, fue un evento de lucha libre profesional producido por WWE. Fue el 37.º SummerSlam anual y tuvo lugar el sábado 3 de agosto de 2024 en el Cleveland Browns Stadium en Cleveland, Ohio. El evento se transmitió vía pago por visión (PPV) y transmisión en vivo y contó con luchadores de las divisiones de marca Raw y SmackDown de la promoción. Este fue el segundo evento de SummerSlam que emanó de Cleveland, después del evento de 1996, que se llevó a cabo en el Gund Arena (ahora conocido como Rocket Mortgage FieldHouse). El evento marcó el regreso de Roman Reigns a la WWE desde WrestleMania XL en abril de 2024.
Este fue el primer SummerSlam celebrado después de que WWE se fusionara con la subsidiaria deEndeavor, Ultimate Fighting Championship (UFC), en septiembre de 2023, bajo el estandarte de TKO Group Holdings. Fue el último SummerSlam que se transmitió en vivo en el canal independiente WWE Network.

## Producción

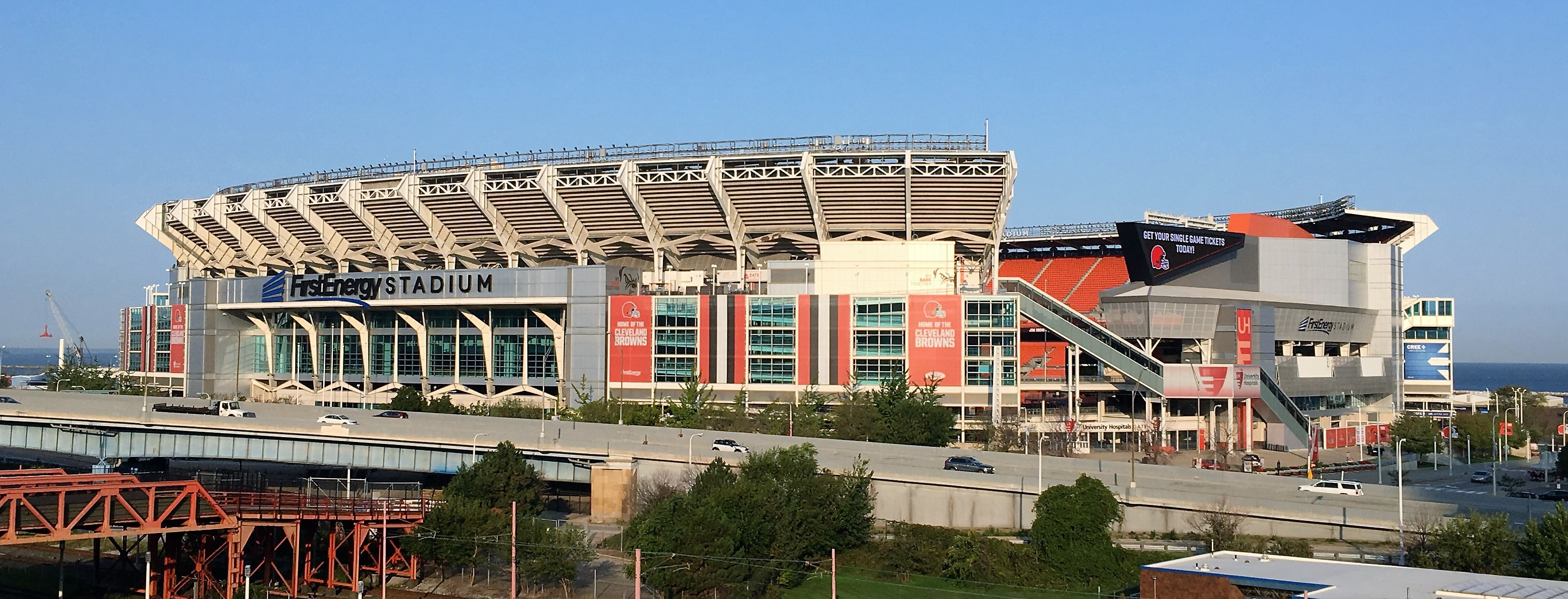
El evento se llevó a cabo en el Cleveland Browns Stadium en Cleveland, Ohio.

SummerSlam es un evento anual de lucha libre profesional que la WWE celebra tradicionalmente en agosto desde 1988. Es uno de los cinco eventos más importantes del año de la promoción, junto con WrestleMania, Royal Rumble, Survivor Series y Money in the Bank, conocidos como los Big Five («Cinco grandes»). De los cinco, se considera a SummerSlam como el segundo evento más grande del año de la WWE, detrás de WrestleMania.
Anunciado el 12 de marzo de 2024, el 37.º SummerSlam estaba programado para celebrarse el sábado 3 de agosto de 2024 en el Cleveland Browns Stadium en Cleveland, Ohio y contaba con luchadores de las divisiones de marca Raw y SmackDown. Este fue posteriormente el segundo SummerSlam celebrado en Cleveland, después del evento de 1996, que se llevó a cabo en el Rocket Mortgage Fieldhouse cuando el lugar todavía se conocía como Gund Arena.
Se anunció que el luchador japonés Naomichi Marufuji de Pro Wrestling NOAH sería un invitado especial en SummerSlam, y luego se confirmó que sería un comentarista invitado para la transmisión del evento en el servicio de transmisión Abema de Japón. Este anuncio se produjo pocos días después de que el luchador de la WWE AJ Styles se enfrentara a Marufuji en NOAH Destination 2024.

### Medios de transmisión
SummerSlam se transmitió en vivo en PPV tradicional en todo el mundo y también estuvo disponible para transmisión en vivo en Peacock en los Estados Unidos, Disney+ Hotstar en Indonesia, Disney+ en Filipinas, Binge en Australia, Abema en Japón, SonyLIV en India y WWE Network en todos los demás países. En enero de 2024, WWE anunció que todo el contenido de WWE Network se trasladaría a Netflix en todos los países donde el primero todavía está disponible como servicio independiente a partir de enero de 2025, lo que convertiría el evento de 2024 en el último SummerSlam que se transmitirá en vivo en WWE Network.

### Otros eventos relacionados con SummerSlam
Como parte del fin de semana de SummerSlam, el episodio del 2 de agosto de Friday Night SmackDown se llevó a cabo en el cercano Rocket Mortgage FieldHouse, mientras que Damian Priest, Sami Zayn y el miembro del Salón de la Fama de la WWE, The Undertaker, realizaron eventos en el cercano Agora Theatre and Ballroom. Priest presentó una proyección y una mesa redonda de su documental el viernes por la tarde antes de SmackDown, Zayn presentó un programa de comedia el viernes por la noche después de SmackDown, y Undertaker presentó su 1 deadMan Show el sábado por la tarde antes de SummerSlam.

## Antecedentes
Durante una aparición en la atracción WWE Experience en Arabia Saudita el 23 de mayo de 2024, Triple H anunció que los ganadores de los torneos King of the Ring y Queen of the Ring recibirían una lucha por el campeonato mundial de su respectiva marca en SummerSlam. Dos días después, en King and Queen of the Ring, Gunther de Raw y Nia Jax de SmackDown ganaron los respectivos torneos, obteniendo así combates por el Campeonato Mundial Peso Pesado, en poder de Damian Priest, y el Campeonato Femenino de la WWE, en poder de Bayley, respectivamente.
Después de que Rhea Ripley le costara a Liv Morgan el Campeonato Femenino en Parejas de la WWE a mediados de 2023, las dos estaban programadas para una lucha, sin embargo, la lucha nunca comenzó ya que Ripley atacó a Morgan con una silla de acero, hiriendo el hombro de Morgan y dejándola fuera por varios meses. Morgan hizo su regreso en Royal Rumble de 2024 en enero, y se embarcó en una «gira de venganza», con su objetivo de quitarle el Campeonato Mundial Femenino a Ripley debido a que Ripley le tomó meses de su carrera. En el episodio del 8 de abril de Raw, Morgan atacó a Ripley detrás del escenario, lo que lastimó legítimamente el brazo derecho de Ripley y la obligó a dejar vacante el campeonato. Durante las siguientes semanas, Morgan comenzó a mostrar rasgos de heel. En  King and Queen of the Ring, Morgan ganó el Campeonato Mundial Femenino después de una interferencia accidental del interés amoroso en pantalla de Ripley, «Dirty» Dominik Mysterio. Morgan luego comenzó a intentar seducir a Dominik, creyendo que él la había ayudado intencionalmente en sus victorias, aunque los miembros del grupo de Dominik y Ripley, The Judgment Day, intentaron mantener a los dos separados. En el episodio del 8 de julio de Raw, Morgan y Dominik hicieron equipo para derrotar a Latino World Order (Rey Mysterio & Zelina Vega). Los dos celebraron la primera victoria de Dominik sobre su padre, en lo que Dominik casi besó a Morgan, pero Ripley hizo su regreso sorpresa y Morgan salió corriendo mientras Ripley confrontaba a Dominik. La semana siguiente, Ripley llamó a Morgan y la desafió a un combate en SummerSlam por el Campeonato Mundial Femenino. Morgan apareció en la pantalla y aceptó el desafío.
En WrestleMania XL en abril, Cody Rhodes derrotó a Roman Reigns en un Bloodline Rules match para ganar el Campeonato Indiscutible de la WWE, a pesar de los esfuerzos de The Bloodline por evitar que Rhodes ganara. Después del evento, el líder de The Bloodline, Reigns, y su compañero The Rock se tomaron un descanso mientras Solo Sikoa se convertía en el líder interino, expulsando posteriormente a Jimmy Uso del grupo y agregando al equipo de Tama Tonga y Tanga Loa, y Jacob Fatu, a  The Bloodline. El mánager del grupo, Paul Heyman, también fue expulsado más tarde después de negarse a reconocer a Sikoa como el nuevo jefe tribal de The Bloodline. En Money in the Bank, The Bloodline (Sikoa, Fatu y Tama) derrotaron a Rhodes, Kevin Owens y Randy Orton en una lucha en equipos de seis hombres con Sikoa cubriendo a Rhodes. En el siguiente SmackDown, The Bloodline habló sobre su victoria cuando Rhodes los interrumpió y dijo que sabía que Sikoa quería una lucha por el Campeonato Indiscutible de la WWE en SummerSlam y aceptó el desafío. Luego, The Bloodline lo atacó y rechazó un ataque de Orton antes de aplicarle un powerbomb a Orton a través de la mesa de comentaristas. En SmackDown la noche antes de SummerSlam, después de que Sikoa y Rhodes tuvieran un enfrentamiento, Sikoa cambió la estipulación de la lucha a una Bloodline Rules match y Rhodes aceptó.
Durante meses, LA Knight había estado intentando conseguir una lucha contra Logan Paul por el Campeonato de los Estados Unidos de la WWE. Durante una lucha clasificatoria de Money in the Bank en el episodio del 28 de junio de SmackDown, Knight cubrió a Paul. Knight no tuvo éxito en el Money in the Bank ladder match, pero en el siguiente SmackDown, hizo una nota importante de cómo cubrió a Paul para estar en ese combate y posteriormente desafió a Paul por el Campeonato de los Estados Unidos. La firma del contrato se llevó a cabo en el episodio del 19 de julio, lo que hizo oficial el combate para SummerSlam en el área natal de Paul, Cleveland.
En Money in the Bank, Sami Zayn derrotó a Bron Breakker para retener el Campeonato Intercontinental de la WWE. Luego, Breakker comenzó a atacar brutalmente a Zayn y Ilja Dragunov durante las siguientes semanas con la intención de enfrentar a Zayn nuevamente por el título. En el episodio del 22 de julio de Raw, Breakker estaba programado para enfrentarse a Dragunov y el ganador se enfrentaría a Zayn por el Campeonato Intercontinental en SummerSlam. Breakker atacó brutalmente a Dragunov, lo que provocó que el árbitro detuviera el combate y así lo nombraran ganador.
En Survivor Series: WarGames en noviembre de 2023, inmediatamente después del WarGames Match en el que participaron Seth «Freakin» Rollins y Drew McIntyre, CM Punk hizo su regreso a la WWE después de estar ausente durante casi 10 años. Esto provocó un gran enojo tanto en Rollins como en McIntyre. Posteriormente, Rollins y Punk comenzaron a tener un feudo, y Punk participó en el Men's Royal Rumble Match en enero con la intención de ganar y desafiar a Rollins por el Campeonato Mundial Peso Pesado en WrestleMania XL. McIntyre también entró al combate y durante el mismo, Punk se desgarró legítimamente el tríceps derecho, pero no antes de que Punk eliminara a McIntyre del combate. Después de esto, McIntyre ganó el Elimination Chamber match masculino en Elimination Chamber: Perth para enfrentar a Rollins por el título en WrestleMania mientras también se burlaba de Punk por su lesión. Posteriormente, Punk fue designado comentarista invitado especial para el combate de WrestleMania de Rollins y McIntyre, que McIntyre ganó para quedarse con el título. Después del combate, McIntyre se regodeó frente a Punk, quien atacó a McIntyre, lo que permitió a Damian Priest cobrar su contrato Money in the Bank y poner fin al reinado de McIntyre en menos de seis minutos. En el siguiente Raw, Punk le costó a McIntyre una lucha por una oportunidad por el título. Punk volvería a costarle el título a McIntyre en Clash at the Castle: Scotland, y en el evento Money in the Bank cuando McIntyre cobró el contrato Men's Money in the Bank Ladder Match que acababa de ganar. Para este último, la interferencia de Punk no solo le costó el título a McIntyre, sino también a Rollins, ya que Rollins se enfrentaba a Priest por el título cuando McIntyre cobró su contrato. Esto finalmente conduciría a una lucha entre McIntyre y Punk, quien recibió la autorización médica para competir, programada para SummerSlam con Rollins designado como árbitro invitado especial. En el último Raw antes de SummerSlam, Rollins afirmó que sería indulgente al calificar el combate, implicando que probablemente no habría una descalificación o un conteo fuera.

## Resultados
- Liv Morgan derrotó a Rhea Ripley (con Dominik Mysterio) y retuvo el Campeonato Mundial Femenino (15:55).[31][32]
  - Morgan cubrió a Ripley después de un «ObLIVion» sobre una silla metálica.
  - Durante la lucha, Mysterio interfirió a favor de Ripley. Sin embargo, después lo hizo a favor de Morgan, traicionando a Ripley.
  - Después de la lucha, Morgan celebró junto a Mysterio, dándole un beso.
- Bron Breakker derrotó a Sami Zayn y ganó el Campeonato Intercontinental (5:40).[31][32]
  - Breakker cubrió a Zayn después de dos «Spear».
- LA Knight derrotó a Logan Paul (con Machine Gun Kelly) y ganó el Campeonato de los Estados Unidos (12:00).[31][32]
  - Knight cubrió a Paul después de un «BFT».
  - Durante la lucha, MGK interfirió a favor de Paul.
  - Antes de la lucha, Knight y Paul se atacaron mutuamente.
- Nia Jax derrotó a Bayley y ganó el Campeonato Femenino de WWE (12:30).[31][32]
  - Jax cubrió a Bayley después de dos «Annihilators».
  - Durante la lucha, Tiffany Stratton apareció con su maletín de Money in the Bank, distrayendo a Bayley.
  - Después de la lucha, Jax celebró junto a Stratton.
- Drew McIntyre derrotó a CM Punk (con Seth «Freakin» Rollins como árbitro especial invitado) (17:00).[31][32]
  - McIntyre cubrió a Punk después de un «Low Blow» seguido de un «Claymore».
  - Durante la lucha, Punk atacó a Rollins con un «GTS».
- Gunther derrotó a Damian Priest y ganó el Campeonato Mundial de Peso Pesado (16:40).[31][32]
  - El árbitro detuvo la lucha después de que Gunther dejara inconsciente a Priest con un «Gojira Clutch».
  - Durante la lucha, Finn Bálor interfirió en contra de Priest, traicionándolo.
- Cody Rhodes derrotó a Solo Sikoa en un Bloodline Rules Match y retuvo el Campeonato Indiscutido de WWE (29:10).[31][32]
  - Rhodes cubrió a Sikoa después de un «Cross Rhodes» tras un «Spear» de Reigns.
  - Durante la lucha, The Bloodline (Tama Tonga, Tonga Loa & Jacob Fatu) interfirió a favor de Sikoa, mientras que Kevin Owens, Randy Orton y Roman Reigns, lo hicieron a favor de Rhodes.
  - Esta lucha marcó el regreso de Reigns, después de cuatro meses de ausencia, luego de su derrota ante Rhodes en WrestleMania XL.
  - Como resultado, Reigns cambió a "face".